# Trionymus mongolicus
Trionymus mongolicus är en insektsart som beskrevs av Danzig 1980. Trionymus mongolicus ingår i släktet Trionymus och familjen ullsköldlöss.
Artens utbredningsområde är Mongoliet. Inga underarter finns listade i Catalogue of Life.